# 21564 Widmanstätten
A 21564 Widmanstatten (ideiglenes jelöléssel 1998 QQ101) a Naprendszer kisbolygóövében található aszteroida. Eric Walter Elst fedezte fel 1998. augusztus 26-án.